# اسب آبی
اسب آبی یک جانور پستاندار گیاه‌خوار ساکن آفریقا است. تنها دو گونه اسب آبی وجود دارد که در یک خانواده زیستی مستقل به نام اسب‌آبیان (Hippopotamidae) قرار گرفته‌اند.
این دو گونه شامل اسب آبی معمولی که پس از فیل و کرگدن سومین پستاندار بزرگ خشکی و سنگین‌وزن‌ترین گونه جفت‌سم‌سانان است و اسب آبی کوتوله که جمعیت کمی دارد و تنها در غرب آفریقا زندگی می‌کند. آن‌ها جانورانی نیمه آبزی هستند که در رودخانه‌ها و برکه‌ها زندگی می‌کنند. این جانوران در درازای روز با ماندن در آب رودخانه یا در گل و لای خود را خنک می‌کنند. این جانوران بزرگ ۲/۶ تا ۴ متر درازا و حدود ۱/۷ متر بلندا دارند. وزن آن‌ها به‌طور میانگین ۱۳۰۰ کیلوگرم در ماده‌ها و ۱۵۰۰ کیلوگرم در نرها است.
اسب ابی از دید ظاهری به پستانداران سم‌دار مثل گراز شباهت دارند ولی نزدیک‌ترین جانوران به آن‌ها از نظر تکاملی، خانواده جانوری آب باز سانان بوده که شامل نهنگ‌ها، دلفین‌ها و گرازماهی‌ها هستند و در حدود ۵۵ میلیون سال پیش از نیای مشترک یکدیگر جدا شده و وارد مسیرهای تکاملی متفاوتی شده‌اند. جفت‌گیری و زایمان هر دو در آب روی می‌دهد. اسب‌های آبی گستره‌ای از رودخانه را به خود اختصاص داده و مانع از ورود دیگران می‌شوند. آن‌ها هنگام تاریک شدن هوا برای خوراک و چریدن از آب بیرون می‌آیند. اسب‌های آبی در رودخانه و در کنار هم استراحت می‌کنند و چریدن کاری است که آن‌ها به تنهایی انجام می‌دهند و گروهی به بیرون آب نمی‌آیند و آن‌ها در واقع حیوانات خشکی زی نیستند. آن‌ها زمانی که در آب هستند، حیواناتی به شدت قلمروطلب بوده اما در خشکی و هنگام چریدن این ویژگی را بروز نمی‌دهند.
اسب آبی از بدن درشت و بشکه‌مانند، دهان و دندان‌های نیش بزرگ، بدنی تقریباً بی مو و پاهای قطور و بزرگ و کوتاهش شناسایی می‌شود. با آن که چاق و سنگین هستند و همچنین پاهای کوتاهی نیز دارند ولی به آسانی می‌توانند از یک انسان پیشی بگیرند. اسب‌های آبی می‌توانند با سرعت ۳۰ کیلومتر در ساعت در مدت زمان کوتاهی از یک دونده المپیکی پیشی بگیرند. اسب‌های آبی از جانوران خطرناک و تهاجمی به حساب می‌آیند و به شدت قلمرو طلب بوده و از قلمرو و دستهٔ خود حفاظت می‌کنند. در صورتی که انسان یا جانوری چون تمساح به آن‌ها نزدیک شود ممکن است حمله‌ور شده و آسیب‌های جدی به جانور متجاوز بزنند. تخمین زده می‌شود که ۱۲۵ تا ۱۵۰ هزار اسب آبی در آفریقا زیست میکنند و از این میان کشور زامبیا با جای دادن ۴۰ هزار راس از این جانور و تانزانیا با ۲۰ تا ۳۰ هزار دارای بزرگترین جمعیت این حیوان هستند.
اسب آبی بیشتر در حالتی که تنها چشم‌ها، گوش‌ها و سوراخ‌های بینی اش دیده می‌شود در آب دراز می‌کشد. یک گله اسب آبی پهنای یک رودخانه را اشغال می‌کنند. آن‌ها با دندان‌های عاج مانند و درازشان زخم‌های خطرناک و بدی را در بدن یکدیگر و سایر جانوران ایجاد می‌کنند. از مهم‌ترین تهدیدات جمعیت این جانوران می‌توان به نابودی و اشغال زیستگاه آن‌ها توسط انسان اشاره کرد. همچنین در برخی مناطق اسب‌های آبی برای استفاده از گوشت و دندان‌های نیش عاج مانندشان توسط انسان‌ها شکار می‌شوند.

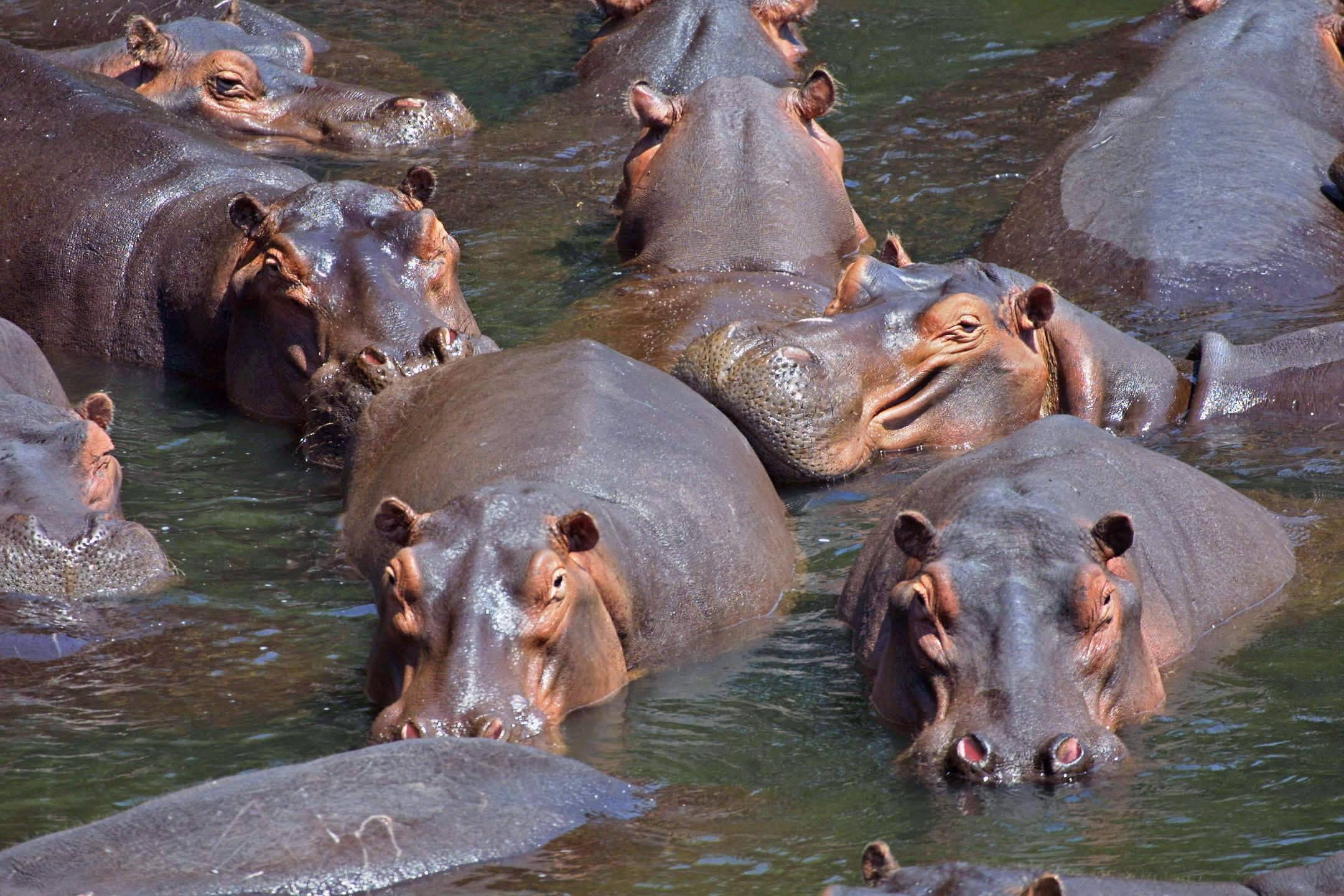
اسبهای آبی در رودخانه

## گونه‌های منقرض‌شده
سه گونه اسب آبی در جزیره ماداگاسکار وجود داشت که واپسین آن‌ها حدود هزار سال پیش نابود شد. اسب‌های آبی ماداگاسکار کوچکتر از اسب‌های آبی خاک اصلی آفریقا بودند. فسیل‌های اسب آبی شکار شده توسط انسان نشان می‌دهد که انسان عامل نابودی آن‌ها بوده یا در آن نقش داشته‌است. حتی این احتمال وجود دارد که شماری از آن‌ها تا سده بیستم در مناطق دورافتاده ماداگاسکار وجود داشته اند. سال ۱۹۷۶ روستاییان حیوانی را مشاهده کردند که ممکن است اسب آبی ماداگاسکار باشد.
سه گونه اسب آبی هم در اروپا و جزیره بریتانیا زندگی می‌کردند که همگی پیش از پایان واپسین عصر یخبندان نابود شدند. نیاکان آن‌ها از مسیر جزیره‌های مدیترانه وارد اروپا شده بودند. چند گونه اسب آبی کوتوله هم در دوره پلیستوسن در جزایر کرت، سیسیل، مالت و قبرس شکل گرفته بود که ممکن است عامل نابودی اسب‌های آبی قبرس هم ورود انسان باشد.